# 榊田倫之
榊田 倫之（さかきだ ともゆき、1976年 - ）は、日本の建築家。現代美術作家の杉本博司と共に「新素材研究所」を設立し、伝統的な素材と技術を現代に再解釈する「古いが、新しい（Old Is New）」という独自の哲学に基づいた建築設計で知られ、同所の代表取締役所長を務める。

## 経歴
1976年、滋賀県に生まれる。2001年に京都工芸繊維大学大学院建築学専攻博士前期課程を修了後、同年株式会社日本設計に入社。2003年には榊田倫之建築設計事務所を設立し、2003年から2006年まで建築家・岸和郎の東京オフィスを兼務した。
2008年、現代美術作家の杉本博司と建築設計事務所「新素材研究所」を共同設立し、2013年には同所の取締役所長に就任した。教育活動としては、京都芸術大学の客員教授を務める。また、2020年には宇都宮市公認大谷石大使に任命された。

## 新素材研究所
杉本博司と共に設立した新素材研究所は、「古いが、新しい（Old Is New）」をコンセプトに掲げ、日本古来の自然素材や伝統的な工法を現代の建築・空間設計に再解釈して用いることを特徴としている。榊田は、このコンセプトを通じて「時を経ても褪せない質実な空間を創造すること」を目指しており、日本の素材と職人技術を深く理解し、それを現代的なアプローチで設計に落とし込んでいる。。古材や大谷石、神代杉、漆喰、和紙といった伝統的素材を多用した作品を国内外で手がけている。特に帝国ホテル京都の内装デザインにおいては、新素材研究所の思想に基づき、京都の歴史と文化を反映した「帝国、舞う」というコンセプトを掲げている。

## 主な作品
新素材研究所の活動として、以下の建築・空間設計に携わっている。
- MOA美術館改修（静岡県、2017年）[9]

- 小田原文化財団 江之浦測候所（神奈川県、2017年）[10]

- Hirshhorn Museum ロビー改修（ワシントンD.C.、2018年）

- 清春芸術村ゲストハウス「和心」（山梨県、2019年）

- 白井屋ホテル 特別個室「真茶亭」（群馬県、2021年）[11][12]
- 日本料理かんだ（東京都、2021年）

- 小田垣商店（兵庫県、2021年）

- Goldwin Beijing（中国・北京、2021年）[6]

- ヴィラ・クゥクゥ改修（東京都、2022年）[4]

- 銀座・和光本店 地階リニューアル（東京都、2024年）

- 帝国ホテル 京都 内装設計（京都府、2026年予定）[7]

## 著書
- 『Old Is New 新素材研究所の仕事』（平凡社、2021年）ISBN 978-4-582-54471-8

- 『素材考 新素材研究所の試み』（平凡社、2023年）ISBN 978-4-582-54483-1